# Dwyane Wade
Dwyane Tyrone Wade Jr. (født 17. januar 1982) er en amerikansk tidligere professionel basketballspiller, som i dag arbejder hos det amerikanske tv-netværk TNT. Wade spillede 16 sæsoner i NBA, og er ofte anset som en af se bedste shooting guards nogensinde i ligaens historie. Han var på All-Star holdet 13 gange i sin karriere.
Desuden vandt han mesterskabet igen i både 2012 og 2013, efter at have været besejret i finalerne i 2011. Han skiftede til Chicago Bulls i free agency i 2016, da han ikke følte at Miami Heat organisationen respekterede hans spil for franchiset gennem 13 år, og kun gav ham 20 mio. dollars over 2 år, hvor Bulls gav ham 47 mio. dollars over samme tidsperiode.

## Bedrifter
Wade er 13 gange ud af sine 16 sæsoner blevet valgt til NBA's All-Star hold. Derudover har han også vundet en Finals MVP i 2006, og er 8 gange blevet valgt til All-NBA holdet, hvoraf 2 gange var på All-NBA 1st team, 3 gange var All-NBA 2nd team, og 3 gange var på All-NBA 3rd team. I 2008-2009 sæsonen havde han et gennemsnit på 30,2 points per game og blev udnævnt som NBA Scoring Champ. Selvom han er mest kendt for at være god til at score, kan han stadig noget på den defensive side, og er blevet udvalgt til NBA's All-Defensive 2nd team 3 gange. Han ligger også nummer et i blocks for alle guards i NBA's historie, med 1060 blocks i sin karriere.

## Post-NBA.
Wade annoncerede, at han ville trække sig tilbage fra, NBA d. 10 april 2019, efter en 16 år lang karriere. Samme år d. 22 Oktober underskrev han multi-million kontrakt hos det amerikanske tv-netværk TNT. Hos TNT skal han være sportskommentator og producer, og han kommer til at deltage som vært i programmet "Inside the NBA" sammen med Shaquille O'neal og Candace Parker.

## Landshold
Wade har flere gange optrådt for det amerikanske landshold, blandt andet ved to olympiske lege.
Ved OL 2004 i Athen var amerikanerne, baseret på tidligere OL-resultater, favoritter, men holdet havde skuffet ved blot at blive nummer seks ved seneste VM. Holdet blev også blot nummer fire i indledende pulje efter to nederlag, men det var nok til at komme med i knockout-fasen. Her blev det til sejr over Spanien i kvartfinalen, inden holdet i semifinalen tabte til Argentina, der senere vandt guld med finalesejr over Italien. USA sikrede sig bronze med sejr over Litauen, som holdet havde tabt til i indledende runde.
Wade var også med til at vinde VM-bronze i 2006, inden han igen var med på holdet til OL 2008 i Beijing. Her havde holdet ny træner, og med Kobe Bryant, LeBron James og Wade i spidsen vandt de den indledende pulje stensikkert. I kvartfinalen blev det sikker sejr over Australien, i semifinalen over Argentina, og i finalen sikrede amerikanerne sig guldet med sejr på 118-107 over verdensmestrene fra Spanien, der dermed fik sølv, mens Argentina fik bronze.